# Guerre ottomano-mamelouke
La guerre ottomano-mamelouke de 1516-1517 est un conflit majeur entre l'Empire ottoman et le Sultanat mamelouk.
La cause du conflit est la hausse des tensions en Anatolie, revendiquée par les deux États. Les Mamelouks, qui comptaient sur leurs compétences dans le maniement des armes blanches et méprisaient l'artillerie, se montrèrent impuissants face à l'armement ottoman plus moderne. Cela conduisit aux défaites de Marj Dabiq puis de Ridaniya, qui provoquèrent l'annexion définitive du Sultanat mamelouk par les Ottomans.
Cette guerre marque la fin de l'hégémonie arabe et l'avènement de l'Empire ottoman au Proche-Orient. Les Ottomans s'emparent ainsi de plusieurs villes importantes de la civilisation islamique, telles que Damas ou La Mecque.

## Sources
La meilleure source décrivant la conquête ottomane de l'Égypte est la chronique d'Ibn Iyas, originaire du Caire et contemporain des événements. Il connaissait les événements politiques et décrivit tout ce dont il fut témoin. Un autre Égyptien, Ibn Zunbul, n'était pas un historien, mais plutôt un écrivain, mais son témoignage est important en tant qu'expression de l'opinion mamelouke. Mohammed Ibn Touloun fut également un témoin oculaire de la conquête ottomane, et sa chronique complète celle d'Ibn Iyas.
Il n’existe pas de sources ottomanes de même qualité sur la conquête ottomane de l’Égypte. À cette époque, les Ottomans n’ont pas eu le temps de développer une tradition historiographique similaire à celle des Arabes. La chronique d'Achïkpachazade comporte plusieurs lacunes qui résident dans son approche, souvent basée sur des légendes. Quant à Sadeddin, il n'était pas un témoin oculaire et décrit la guerre en s'appuyant sur les récits de son père. Il existe également une traduction ottomane d'Ibn Iyas, effectuée par Abd al-Amad al-Diyarbakri qui arriva en Égypte avec l'armée de Sélim et y resta comme cadi.
Il existe deux chroniques juives : l'une a été écrite par le rabbin Elijah Capsali en Crète, et la seconde a été écrite en Égypte 150 par Joseph ben Isaac Sambari. Parmi les sources européennes contemporaines, les plus importantes sont les journaux de Marino Sanuto, qui rassemblait des rapports et des lettres écrites par les Vénitiens.

## Contexte
Au XVe siècle, l'Empire ottoman en pleine expansion prend le contrôle de la quasi-totalité de l'Anatolie. Dans la région de l'Euphrate et de la vallée de Chukurov, les intérêts des sultans ottomans entrent en conflit avec ceux des Mamelouks. Les deux sultanats souhaitent prendre le contrôle des territoires tampons – les beylicats de Ramazan et de Dulkadir.
Sélim Ier décide d'attaquer l'Égypte, mais envoie d'abord des envoyés au Caire pour exiger une soumission. Sélim quitte par la suite Constantinople en même temps que ses ambassadeurs et se rend en Syrie pour préparer la campagne militaire.
L'armée mamelouke refusa en premier lieu de lutter contre d'autres musulmans. Sélim soutint de son côté que même si les Mamelouks étaient sunnites, leurs liens supposés avec les « hérétiques » légitimaient une attaque contre eux en guise de punition.

## Déroulement du conflit

### Bataille de Marj Dabik

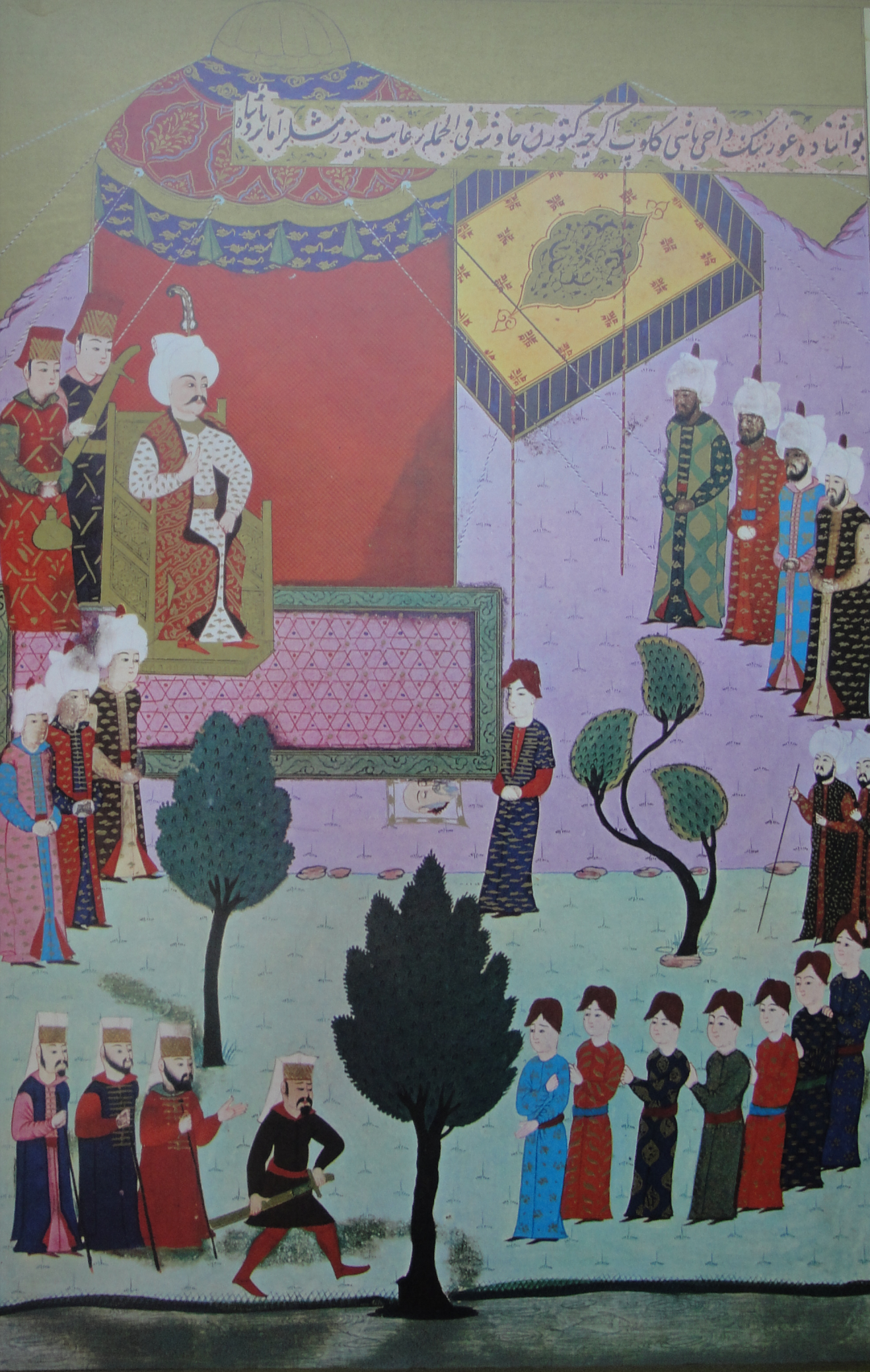
Reddition de Mamelouks face à Sélim, Hünername

L'armée du sultan Al-Achraf Qânsûh II Al-Ghûrî rencontre les forces ottomanes le matin du 24 août 1516, à Marj Dabiq, à une journée de voyage d'Alep,,,,. Le but de l'armée mamelouke était d'essayer d'arrêter l'avancée des troupes de Sélim Ier dans les territoires mamelouks,. Selon diverses sources, il y avait de 60 000 à 120 000 soldats dans l'armée de Sélim, contre de 60 000, à 80 000 dans l'armée mamelouke. De plus, certains soldats désertèrent, quittant le champ de bataille ou faisant défection au profit des Ottomans. Khaïr Beg s'abstint de participer à la bataille puis rejoignit Sélim,. Selon les historiens, Sélim dut en partie sa victoire à la trahison de Khaïr Beg. De nombreux commandants mamelouks, dont les principaux, furent capturés ou tués. Environ 2 000 soldats mamelouks capturés ont été exécutés, une petite partie des captifs fut libérée.
Les circonstances de la mort du sultan Al-Ghûrî peu avant la fin de cette bataille sont obscures. Plusieurs hypothèses sont soulevées : un empoisonnement,,, un infarctus ou un accident vasculaire cérébral. Quoi qu'il en soit, le sultan tomba de son cheval qui le piétina,,. Son corps ne fut jamais retrouvé.

### Conquête de la Syrie

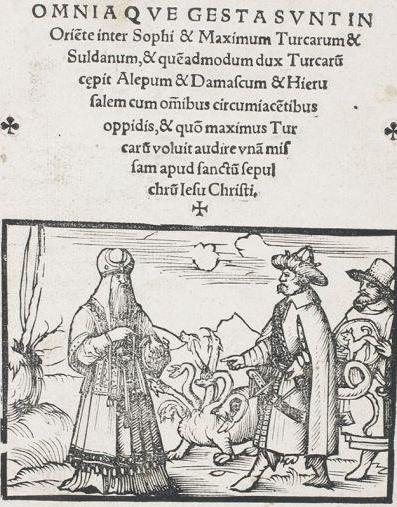
Illustration de la guerre ottomano-mamelouke publiée en 1518 à Bâle.

Les habitants de plusieurs villes syriennes expulsèrent d'elles-mêmes les garnisons mameloukes et se rendirent à Sélim Ier. Ainsi, la Syrie s’est soumise aux Ottomans et est devenue un tampon entre la frontière orientale de l’Empire ottoman et l’Égypte. De plus, les richesses laissées à Alep tombent aux mains de Sélim, ce qui prive le nouveau sultan mamelouk Al-Achraf Tuman Bay II de la possibilité de recruter une nouvelle armée.
Sélim envoya des ambassadeurs au Caire avec une lettre dans laquelle il exigeait que l'Égypte se soumette à lui. L'accord proposait notamment à Tuman Bay le poste de gouverneur d'Égypte. Selon Ibn Iyas, dans une lettre, Sélim se disait descendant de vingt rois, et parla de Tumanbay comme un '"esclave à vendre",. Tumanbay reçut les émissaires, mais l'un des émirs mamelouks, Alan-bek, les attaqua et les tua. Il déclara par la suite qu'il était indigné par les propositions des ambassadeurs et méprisait les Ottomans, qui étaient inférieurs en courage aux Mamelouks et n'avaient gagné à Marj Dabik que grâce à leurs fusils.

### Bataille de Beisan
Janbirdi al-Ghazali est nommé commandant de l'armée. Le 8 octobre, à la tête d'un détachement de 5 000 à 10 000 soldats, il se rend à Gaza pour obtenir des informations sur l'armée ottomane. Vers le 25 décembre, il affronte entre Khan Younès et Beït Shéan une armée de Hadim Sinan Pacha composée de 4 000 soldats. À l'issue de combats acharnés, les Mamelouks, acculés par l'artillerie ottomane, doivent quitter le champ de bataille et se replier dans le désert. Ainsi, l'issue de cette bataille fut également en faveur des Ottomans grâce à leur artillerie,,. Ce fut la deuxième et dernière bataille après Marj Dabiq avant que l'armée ottomane n'envahisse l'Égypte.
À Gaza, Sélim reçoit les clés des villes de Palestine, dont Jérusalem. Selon la légende, avant de partir pour l'Égypte, Sélim visita Jérusalem et dit : « Merci à Dieu ! Le sanctuaire de la première qibla m’appartient ! ».
Sélim considère à ce moment que la route vers Le Caire est ouverte. Certains conseillers de Sélim s'opposent à cette conquête, parlant des dangers de la route de Gaza vers l'Égypte. Mais Sélim a soigneusement préparé la marche jusqu'à la frontière égyptienne : il a acheté plusieurs milliers de chameaux, qui ont été chargés d'eau potable pour l'armée lors de la traversée du désert, et également distribué beaucoup d'argent à son peuple. Dans le même temps, les pluies arrivèrent et firent disparaître le manque d'eau.
Le sultan arriva à Gaza le 2 janvier 1517, se dirigeant vers la capitale des Mamelouks. La seconde moitié de l'armée resta aux frontières orientales afin de les sécuriser. L'armée ottomane, composée de 20 000 soldats, traverse le désert en 10 jours et se dirige vers Le Caire. Les Ottomans dépassent Salahiya et Bilbéis sans résistance et atteignent le 20 janvier Birkat al-Haj, à quelques heures de la capitale,.

### Bataille de Ridaniya

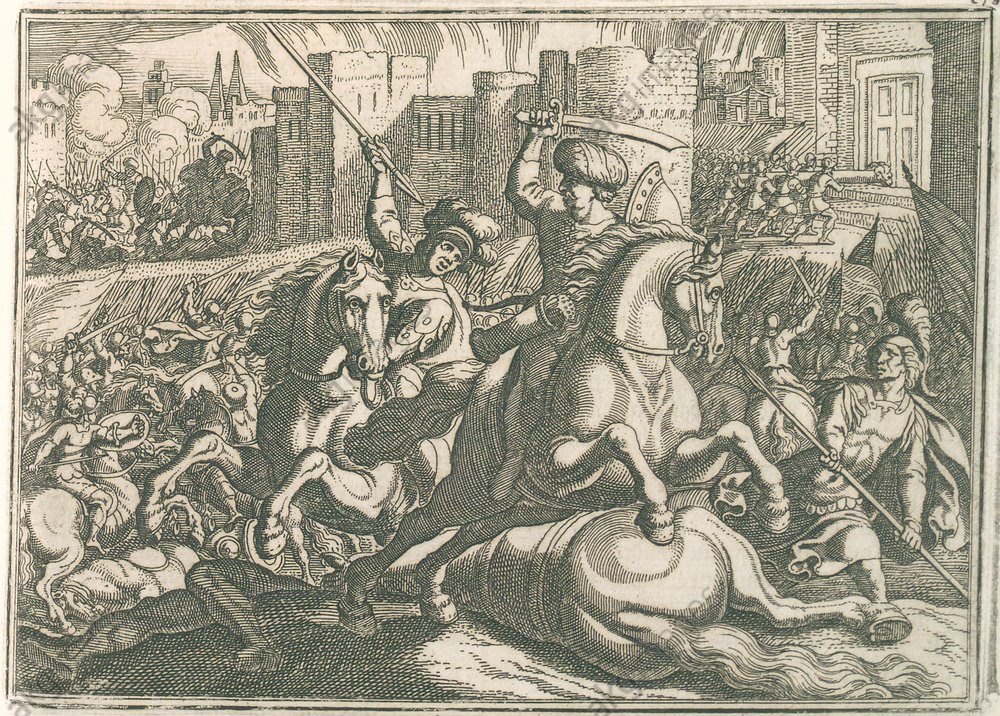
Bataille de Ridania (près du Caire)

Tumanbay voulait attaquer les Ottomans à la frontière du Sinaï, avant que les Ottomans ne puissent se reposer, mais ses émirs insistèrent pour attendre l'armée ottomane dans les fortifications au nord du Caire, à Ridania,,. Les émirs pensaient qu'il serait plus opportun d'y créer une ligne de défense solide et de résister à l'attaque des Ottomans. Tumanbay fit construire des fortifications devant la ville,. Le haut commandement mamelouk ayant réalisé l'importance des armes à feu, Tumanbay fit en sorte de ne pas répéter les erreurs de Kansuh al-Gauri et équipa l'armée de canons et de fusils. Les Mamelouks eux-mêmes considéraient qu'il était indigne de s'armer de fusils, c'est pourquoi Tumanbay crée un détachement d'arquebusiers composé de Maghrébins, de Nubiens et de Turkmènes,. À Ridania, le sultan ordonne de creuser des tranchées des palissades avec des ouvertures pour les canons, camouflés par du sable,. Des piques anti-cavalerie sont également dispersées dans les tranchées. Après la défaite de Marj Dabiq, l'un des plus gros problèmes était le manque d'hommes. Tumanbay fait rentrer dans l'armée environ 6 000 esclaves, libère des criminels et arme la milice de la ville.
La plupart des sources datent la bataille au 22 janvier 1517, lorsque l'avant-garde de l'armée ottomane s'approcha du Caire,,. Les Mamelouks prévoyaient d'affronter les Ottomans avec une charge de cavalerie. La bataille a commencé dans la matinée, et son issue fut déterminée en vingt minutes. Les Mamelouks ont tenté d'attirer l'armée ottomane vers un endroit où ils pourraient tirer avec leurs canons. Les Ottomans submergèrent les Mamelouks et se dirigèrent vers l'arrière, où les Mamelouks furent incapables de déployer leurs canons, qui restèrent coincés dans le sable,,. Les Ottomans détruisirent rapidement la plupart des canons égyptiens. Les soldats de Tumanbay n'ont montré aucun enthousiasme au combat, de nombreux artilleurs fuirent simplement. Tumanbay combattit courageusement, mais n'a pas pu inspirer l'armée. Cependant, la cavalerie mamelouke parvient à atteindre Sinan Pacha, qui est blessé dans l'affrontement à trois reprises et tombe de son cheval. Le vizir fut aussitôt emmené dans sa tente, où il mourut. Tumanbay se réfugia en amont du Nil avec 7 000 soldats survivants.

### Contre-offensive du Caire

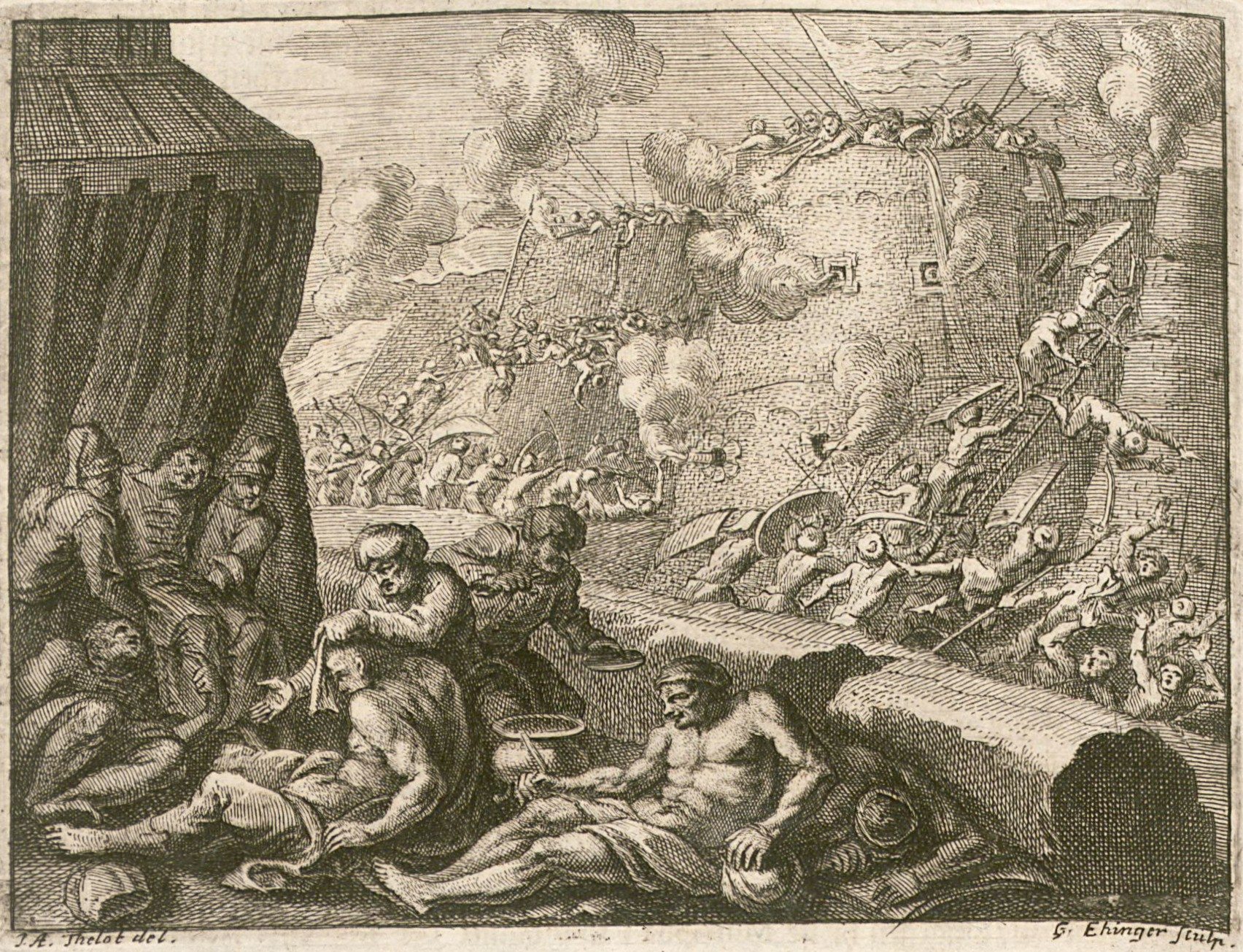
Les combats au Caire imaginés par un artiste anonyme du XVIIe siècle.

Après les funérailles de Sinan Pacha, le 24 janvier, Sélim entre dans Le Caire ,, où il est nommé « Destructeur des deux armées et serviteur des deux sanctuaires sacrés ». Le Caire, l'une des villes les plus grandes et les plus riches du monde, est saccagée pendant trois jours ; la population impuissante, laissée à la merci des Ottomans, ne put rien faire d'autre que d'assister au pillage de ses maisons et de ses biens. Il aurait fallu mille chameaux pour transporter l'or pillé vers Constantinople. Sélim proclama la paix et plaça des janissaires aux portes. Tous les captifs furent mis à mort. Ibn Iyas compare l'occupation ottomane à la destruction de Bagdad par les Mongols en 1258. Le sultan Sélim ne resta pas dans la ville, mais préféra camper vers Boulaq.
Dans la nuit du 28 au 29 janvier, avant même le lever du soleil, Tumanbay attaque le Caire avec 10 000 soldats. L'armée ottomane et le sultan se trouvaient à l'extérieur de la ville, dans laquelle se trouvait une petite garnison ottomane, que Tumanbai parvient à éliminer. Des combats sanglants dans les rues de la ville durent plusieurs jours,,. Tumanbai occupa à nouveau la ville pendant deux jours. Le 30 janvier, il est à nouveau contraint de quitter le Caire. Le 15 février, le sultan Sélim revient en grande pompe au Caire. À la Monnaie du Caire, des pièces d'or ottomanes commencent à être frappées au nom de Sélim.

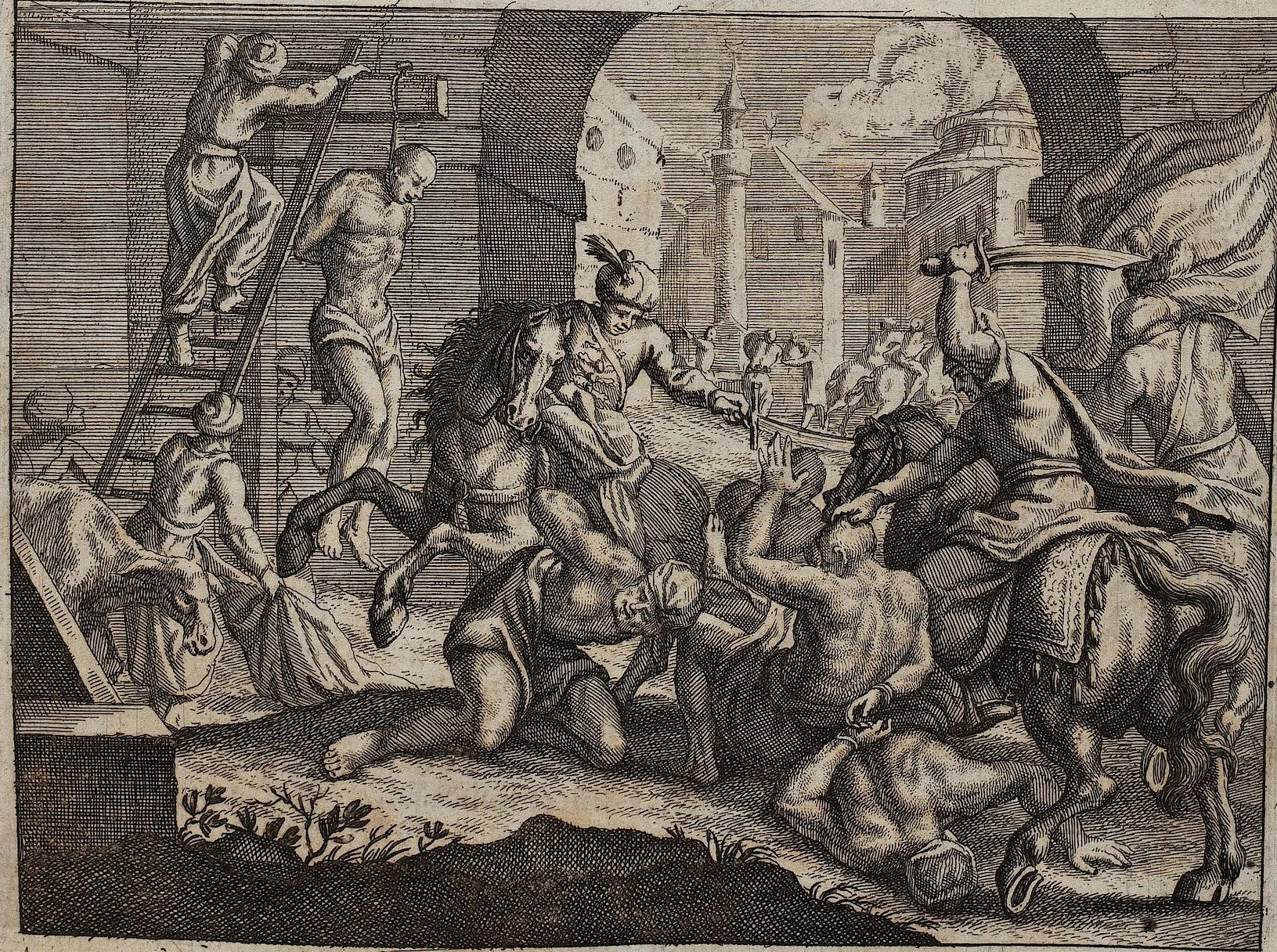
Les combats au Caire imaginés par un artiste anonyme du XVIIe siècle.

Néanmoins, Tumanbay n’a pas perdu espoir. Il comptait attendre que l'armée ottomane quitte l'Égypte. Après cela, il envisageait de conclure la paix. Vers le mois de mars 1517, Sélim s'installe à Gizeh. Tumanbay s'enfuit vers l'ouest et se réfugie chez son ami Hassan ibn Muri, qui le trahit et le livre aux Ottomans,,.

### Exécution de Tumanbai

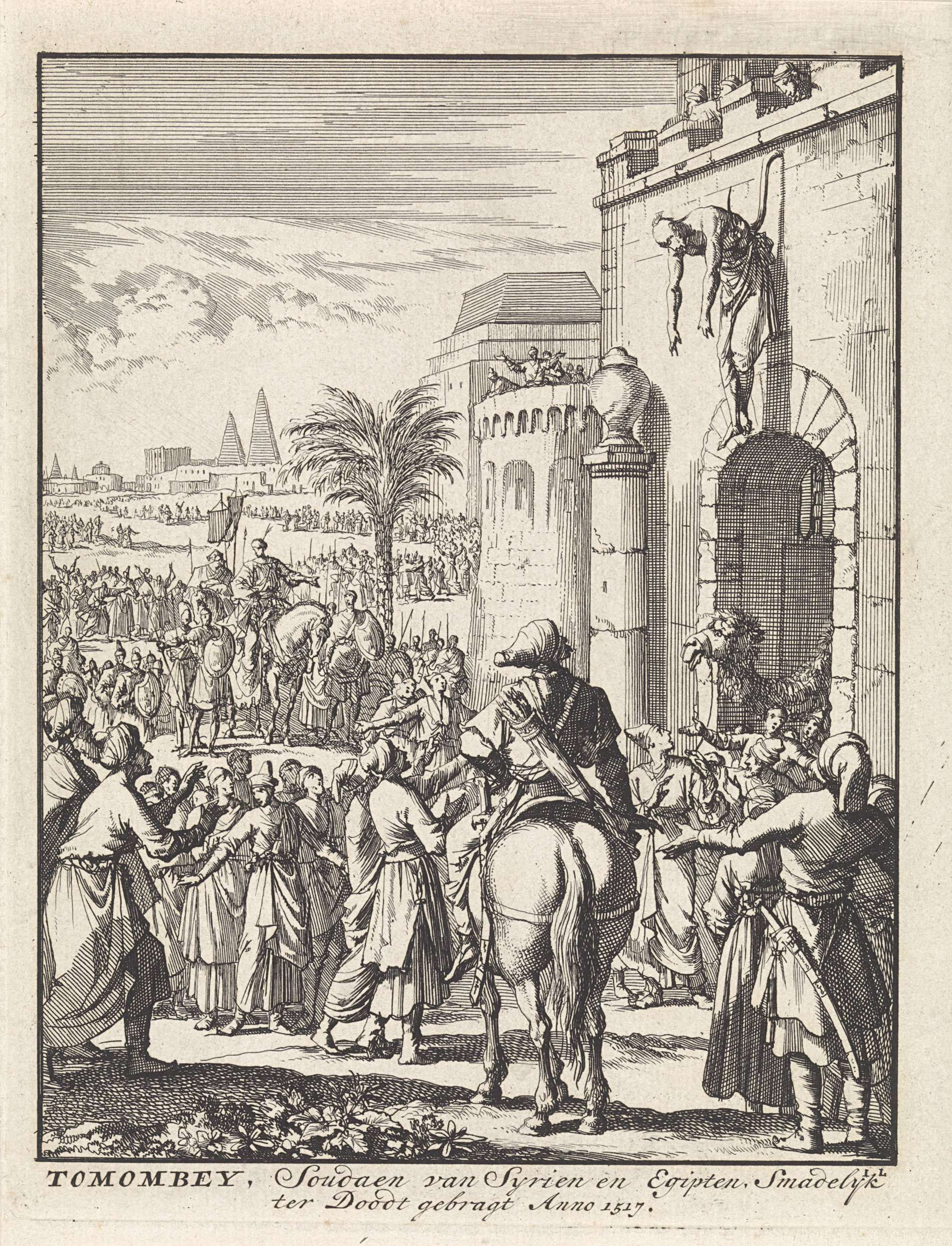
L'exécution de Tumanbai

Le 31 mars, Sélim reçoit personnellement Tumanbay et se comporte avec lui comme s'il était toujours le monarque régnant, le saluant debout. Sélim propose à Tumanbay un poste élevé dans son empire et souligne l'héroïsme de l'ancien dirigeant mamelouk. Mais les Mamelouks ayant trahi Tumanbay et étant passés du côté ottoman veulent sa mort . Ils payent un homme pour qu'il crie dans les rues : « Que Dieu donne la victoire au sultan Tumanbay », ce qui scelle le sort du dernier sultan mamelouk.
Le 13 avril 1517, Tumanbay est emmené à dos de chameau puis pendu à la porte du Caire,,. Le 16 avril, les restes de Tumanbay sont enterrés sur ordre de Sélim avec les honneurs dus à son rang.

## Bilan
Les Mamelouks, selon Ibn Zunbul, « étaient des cavaliers qui connaissaient l'art de l'équitation, tandis que [les Ottomans] étaient plus nombreux et comptaient principalement sur le tir à l'arquebuse et au canon ». La plupart des Mamelouks ont été tués au combat par des balles et des boulets de canon, et non par des lances, des épées ou des flèches. Les Mamelouks n'avaient pas d'artillerie lors des premières batailles, et à Ridaniya, leur artillerie était dépassée par rapport à celle des Ottomans, ils n'avaient aucune compétence ni connaissance dans l'utilisation de l'artillerie au combat. Les Mamelouks considéraient qu'il était indigne d'utiliser des fusils ou des canons, car pour cela ils devaient descendre de cheval, et ils étaient fiers de leur statut de cavalier et de leur capacité à monter en maniant une épée ,.
Il n'y avait pas d'unité parmi les Mamelouks, ils ne pouvaient pas se mettre d'accord sur à qui obéir et quelle tactique suivre, certains ne voulaient pas se battre avec leurs coreligionnaires. Cela a conduit au fait que beaucoup se sont rangés du côté des Ottomans ou ont déserté.
Les Bédouins et autres tribus arabes ne savaient pas et ne voulaient pas se battre aux côtés des Mamelouks. Les résidents locaux en Syrie et en Égypte ont soutenu les Ottomans, réputés pour avoir défendu leur peuple : avant la bataille de Marj Dabik, les paysans syriens aidaient à transporter les canons ottomans, et refusaient de payer des impôts à Tumanbay.
L'Égypte est devenue un territoire ottoman et l'est restée jusqu'à la campagne d'Égypte de Napoléon Bonaparte en 1798.